# Đằm mình

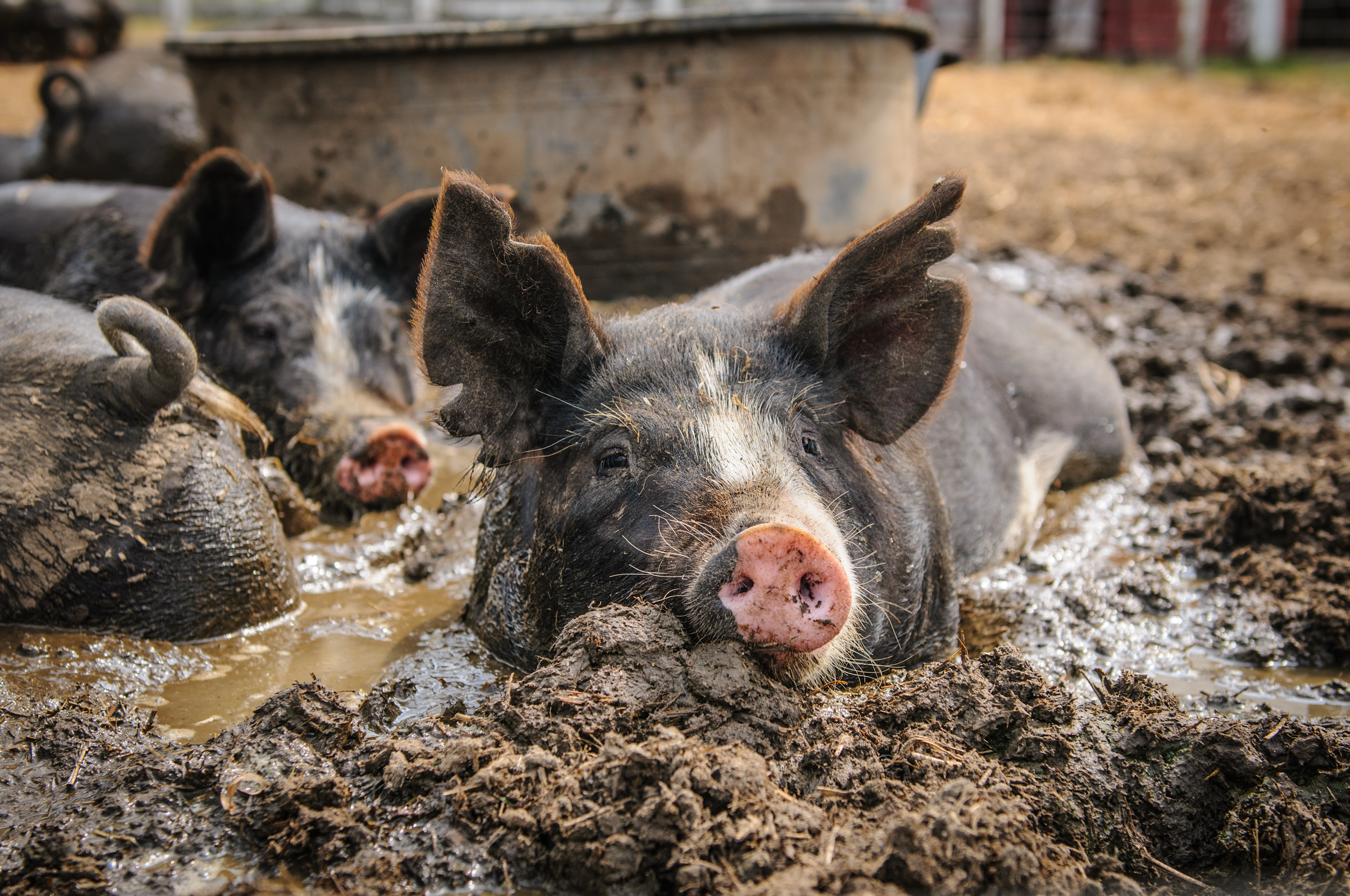
Những chú lợn con đang đằm mình trong bùn

Đằm mình (Wallowing) hay còn gọi là đầm mình hoặc đắm mình ở động vật là hành vi thư giãn ở các loài động vật sống trên cạn trong đó các loài vật lăn lộn cơ thể trong các bãi bùn (tắm bùm), ngâm nước (đằm mình xuống nước) hoặc rúc vào tuyết hay cát (tắm cát) còn gọi là các "bãi tắm" hay một số khác thích lăn lộn trong bụi bặm thường được gọi là tắm bụi. Hình vi đằm mình cũng thường được kết hợp với các hành vi, động tác khác để thực hiện nhiều mục đích như voi thường hút và phun bùn đất lên cơ thể mình sau khi "trát tường" bằng bùn để tạo ra một lớp "phủ" dày hơn, hoặc lợn sẽ để bùn khô trước khi cọ mình vào cây hoặc đá để loại bỏ các ký sinh trùng bị đông cứng trong các tảng bùn khô. Bùn là chất nền ưa thích, sau khi thấm nước, lớp bùn ướt sẽ làm mát, và có lẽ là lớp bảo vệ trên cơ thể.

## Lợi ích
Những ích lợi của việc đằm mình của các loài vật được cho là để:
- Điều hòa nhiệt độ, cụ thể là làm mát cơ thể giữa trời oi bức, ví dụ thường thấy ở lợn nhà (Sus scrofa), tê giác Ấn Độ lớn (Rhinoceros unicornis), khỉ (Phacochoerus aethiopicus), voi (họ Elephantidae). Lợn thiếu các tuyến mồ hôi chức năng và hầu như không có khả năng thở hổn hển. Để điều nhiệt, chúng dựa vào việc ngâm mình trong nước hoặc bùn để làm mát cơ thể.
- Tạo lớp "kem chống nắng" tự nhiên dưới cái nắng chói chang ví dụ như lợn, lợn nanh sừng, voi
- Tập tính gây hấn ở những con đực, thường là gây hấn theo nghi thức ví dụ như ở hươu đỏ (Cervus elaphus), bò rừng châu Âu (Bison bonasus), hươu nai nói chung
- Loại bỏ ngoại ký sinh (ký sinh ngoài da) ví dụ như tê giác trắng (Ceratotherium simum), Bò rừng Mỹ (Bison bison), lợn nanh sừng.
- Tạo sự gắn kết xã hội ví dụ Bò rừng Mỹ, hoặc trâu nước thường đằm mình chung với nhau ở các bãi tắm
- Chữa lành do hiện tượng thay lông ví dụ Bò rừng châu Âu, hải cẩu voi (chi Mirounga)
- Làm liền vết thương do côn trùng cắn, châm chích, đốt ví dụ như trân Tamaraw (Bubalus mindorensis), bò rừng Mỹ, heo vòi (Tapirus bairdii), lợn nanh sừng và voi.
- Chơi đùa, hay nô đùa ở nhũng con thú non ví dụ như Bò rừng Mỹ.
- Dưỡng da (ngăn ngừa mất nước) dẫn đến khô nẻ da, ví dụ như hà mã (Hippopotamus)
- Ngụy trang - ví dụ như lợn nanh sừng.
- Đánh dấu mùi hương - Một số động vật đi tiểu trước khi chui vào và lăn lộn trong đó, có lẽ là một dạng hành vi đánh dấu mùi hương
- Lựa chọn hệ vi sinh vật trên da ví dụ như ở ngựa.

## Hình ảnh

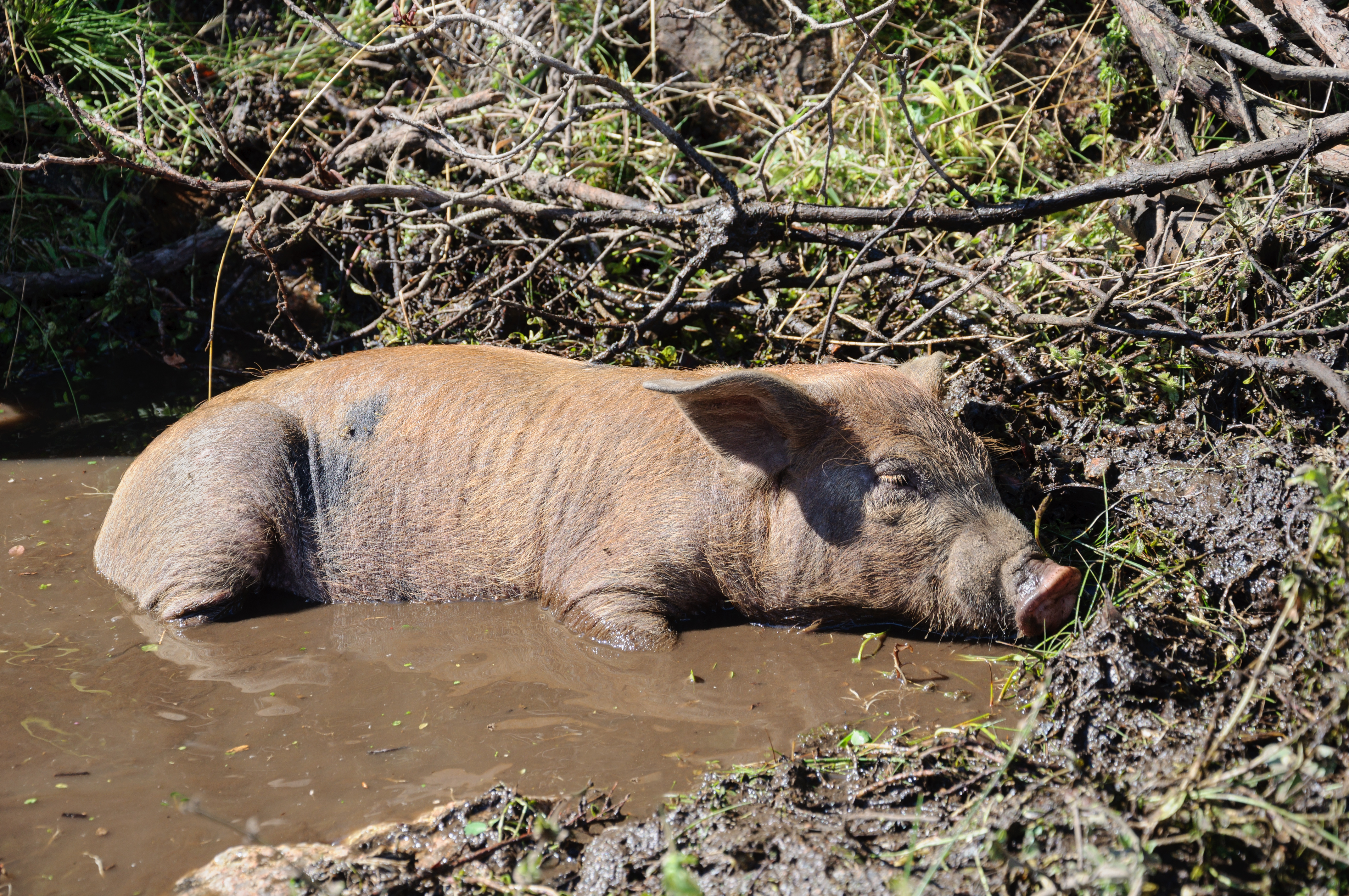
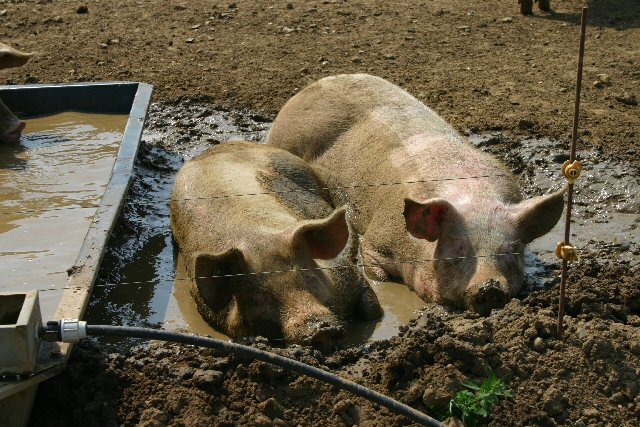
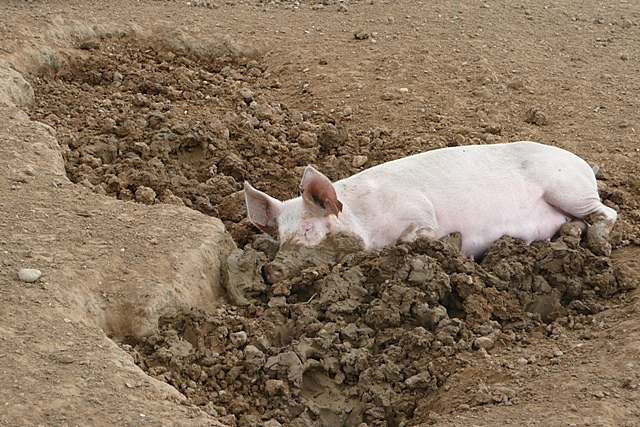
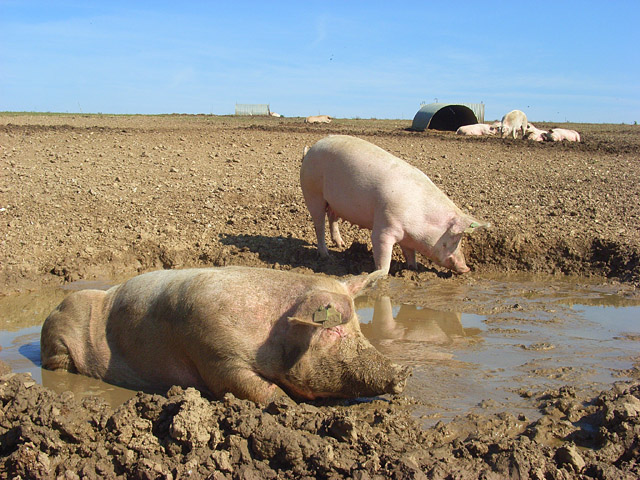
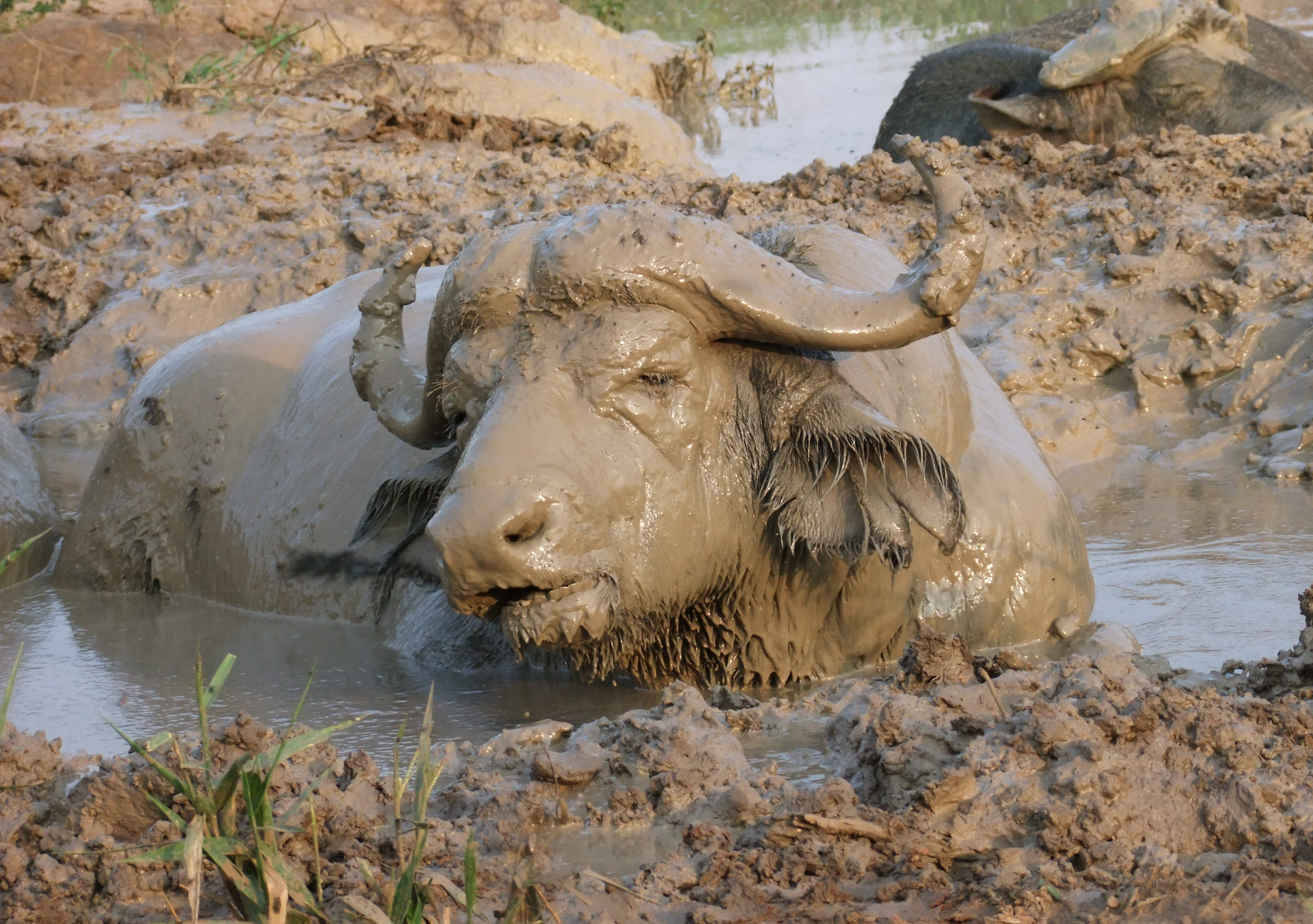
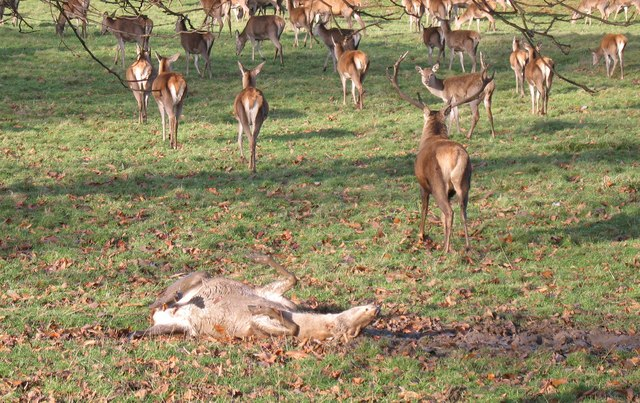
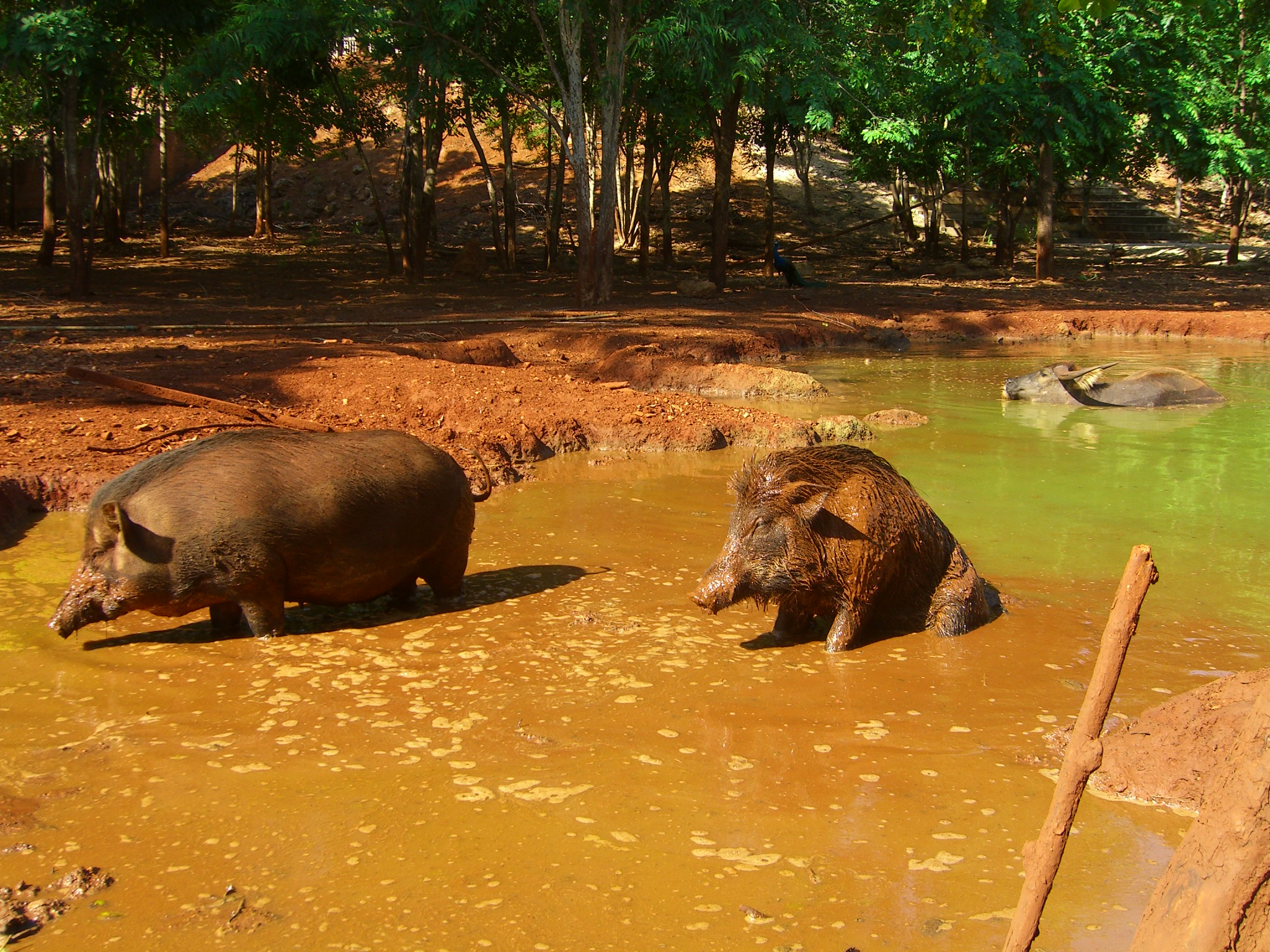
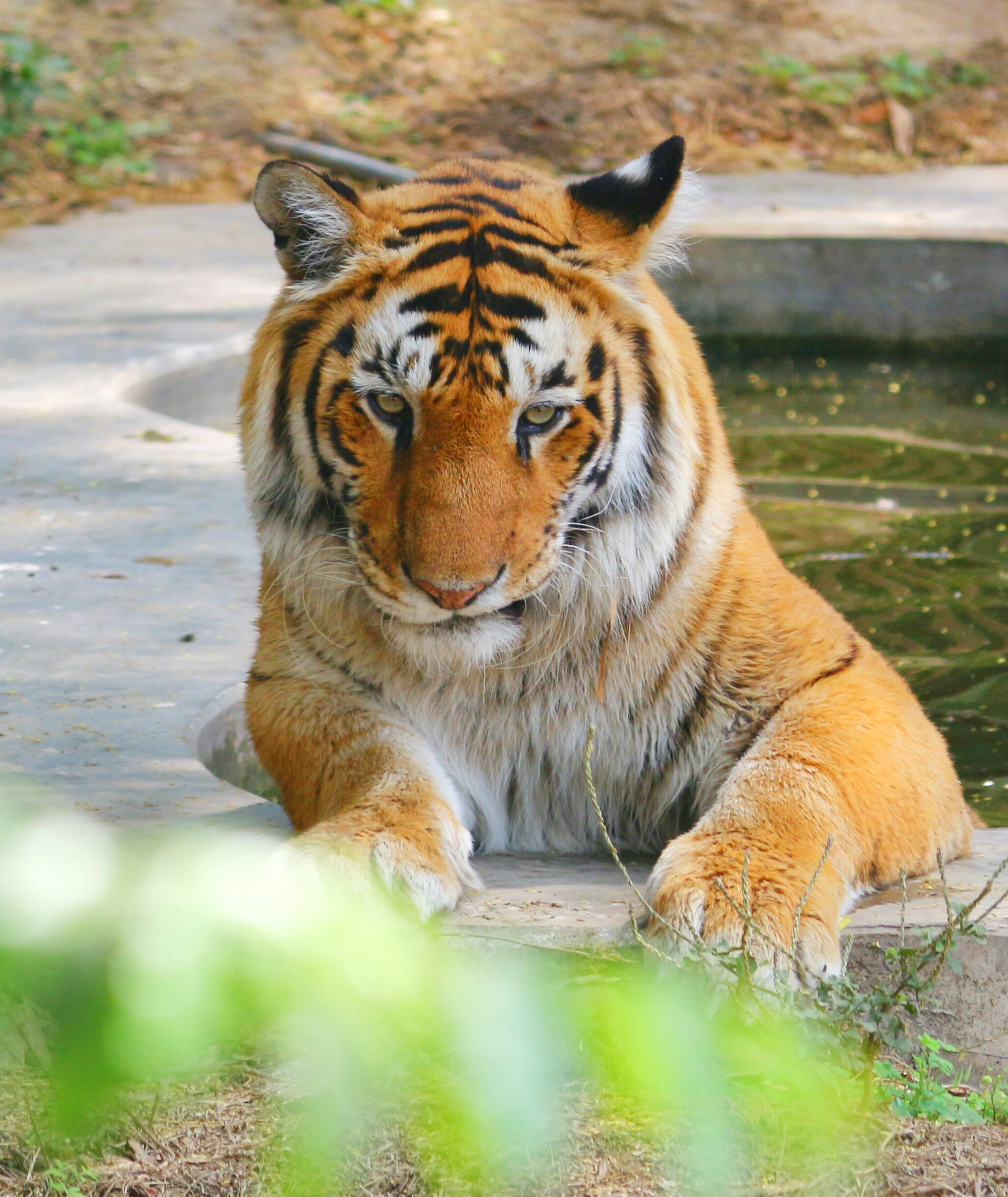
Một con hổ nuôi nhốt đang đằm mình trong một cái ao để làm mát và thư giãn